# Viettesia virginalis
Viettesia virginalis là một loài bướm đêm thuộc phân họ Arctiinae, họ Erebidae.